# 仁川運転免許試験場
仁川運転免許試験場（インチョンうんてんめんきょしけんじょう）は仁川広域市南洞区にある道路交通公団の運転免許試験場である。

## 施設概要
技能試験場

### 本館
受付、休憩室、学科試験室

### 別館
交通安全教育室

## 学科試験
- 四輪（第二種小型免許を含む）、原動機付自転車免許ともにPC式のみ。
- 手話ビデオ（重度の聴覚障害者対象）

## 技能試験が可能な運転免許の種類
各運転免許の詳細については運転免許の区分を参照
- 第一種大型免許
- 第一種特殊免許（トレーラー）
- 第一種普通免許
- 第二種普通免許
- 第二種小型免許
- 第二種原動機付自転車免許

## 交通アクセス
- 仁川都市鉄道1号線東幕駅4番出口から35番バス乗車（所要時間20分）